# Seleção Tchecoslovaca de Futebol Feminino
A Seleção Tchecoslovaca de Futebol Feminino representava a Tchecoslováquia no futebol feminino internacional. Assim como o país, foi dividido em República Tcheca e República Eslovaca.